# Подравска регија
Подравска регија (словен. Podravska regija) је једна од 12 статистичких регија Словеније. Највећи град и културно и привредно средиште ове регије је град Марибор.
По подацима из 2005. године овде је живело 319.235 становника.

## Списак општина
У оквиру Подравске регије постоји 41 општина:
- Бенедикт
- Видем
- Горишница
- Дестрник
- Дорнава
- Дуплек
- Жетале
- Заврч
- Јуршинци
- Кидричево
- Кунгота
- Ленарт
- Ловренц на Похорју
- Мајшперк
- Маколе
- Марибор
- Марковци
- Миклавж на Дравскем Пољу
- Оплотница
- Ормож
- Песница
- Подлехник
- Пољчане
- Птуј
- Раче-Фрам
- Руше
- Селница об Драви
- Словенска Бистрица
- Средишче об Драви
- Старше
- Света Ана
- Света Тројица в Словенских Горицах
- Свети Андраж в Словенских Горицах
- Свети Јуриј в Словенских Горицах
- Свети Томаж
- Трновска Вас
- Хајдина
- Хоче-Сливница
- Церквењак
- Циркулане
- Шентиљ